# ゲツィス
ゲツィス（Götzis）は、オーストリア共和国フォアアールベルク州フェルトキルヒ郡にあるマルクトゲマインデ。
オーストリアアルプス山中の小さな町である2011年に平和市長会議に加盟した。

## スポーツ
ゲツィスは毎年開催される陸上競技大会「ハイポ混成競技大会」、通称ハイポミーティングの開催地として著名で、世界のトップレベルの十種競技や七種競技の選手が出場している。ハイポミーティングはメスレスタディオン（Möslestadion）で開催される。過去には2001年大会で当時の世界記録を打ち立て、その後アテネオリンピックや世界選手権大阪大会で金メダルを獲得したロマン・セブルレ、北京オリンピックや世界選手権ヘルシンキ大会の金メダリストブライアン・クレイ、アテネオリンピック金メダリストで世界選手権を3連覇したカロリナ・クリュフトらが出場している。
2009年6月13日にはFILAゴールデングランプリの予選大会である「オーストリア女子国際大会」がゲツィスで開かれ、日本の西牧未央、坂本真喜子、甲斐友梨、松川知華子、新海真美が優勝、西牧が最優秀選手の表彰を受けた。

## 住民
歌手のエルフィ・グラフがゲツィスに居住している。

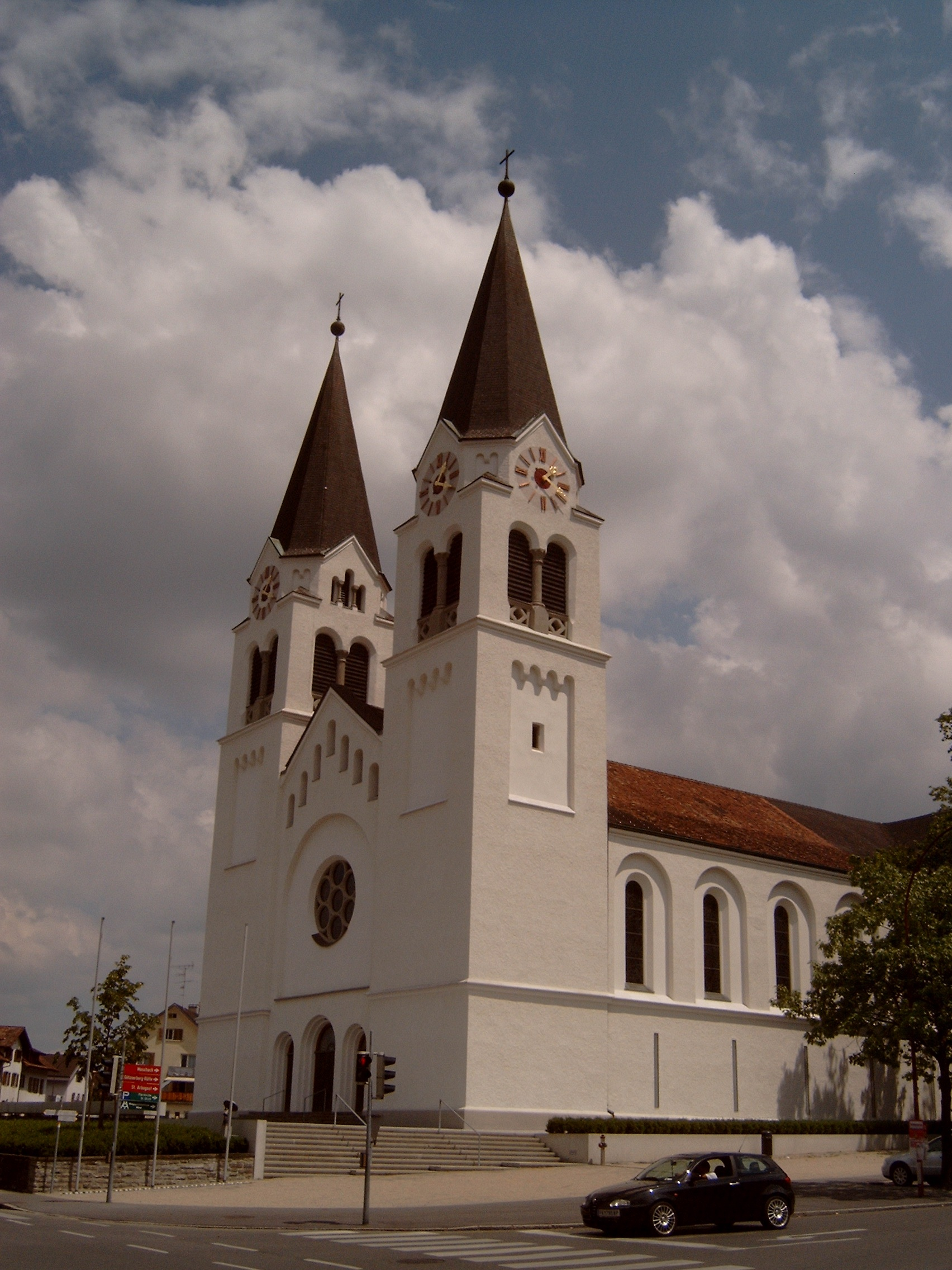
ゲツィスの教会